# Championnats de France de ski de vitesse
Les Championnats de France de ski de vitesse sont une compétition organisée par la Fédération française de ski (FFS).

## Organisation
Cette compétition a été créée en 1987 sous l'appellation initiale de Championnats de France du kilomètre lancé. Elle a été organisée par les différentes entités responsables du ski de vitesse en France telles :
- La Fédération française de ski (FFS) dans les premières années de la compétition à partir de 1987, et depuis 2004
- L'association France Ski de vitesse (FSV) entre 1993 et 2003

Chaque année un titre est décernée sur une épreuve unique dans les différentes catégories de ce sport. Lorsque les circonstances empêchent l'organisation de cette épreuve, une autre course du calendrier international peut être amenée à faire office de Championnats de France.
Les 2 catégories du ski de vitesse sont : 
- la catégorie-reine Speed One (S1), pratiquée avec des équipements spécifiques au ski de vitesse.
- la catégorie S2, anciennement appelée Production puis Speed Downhil (SDH),  pratiquée avec des équipements de descente de ski alpin

Un titre est aussi décerné lors de ces championnats pour la catégorie d'âge Juniors U21 (moins de 21 ans) qui est disputée aujourd'hui avec des équipements S2.
Pour les catégories d'âge plus jeunes (U12 à U18) il existe une autre épreuve, le challenge Quicksilver, qui décerne les titres de champions de France de ces catégories.
En 2020, les championnats ont été annulés en raison de la pandémie de Covid-19. En 2021 les championnats prévus à Gavarnie n'ont pas pu être organisés en raison des conditions météo, et ils n'ont pas été reportés en raison de la pandémie de Covid-19.

## Palmarès
Les skieurs étrangers qui participent aux courses des championnats de France, ne sont pas intégrés dans les classements ci-après.

### Catégorie-reine S1

#### Hommes S1
| Année                                    | Station         | Or                 | Argent             | Bronze             |
| 1987                                     | Les Arcs        | Michaël Prüfer     | Philippe Goitschel | Alain Buttoud      |
| 1988                                     |                 | Philippe Goitschel |                    |                    |
| 1989                                     |                 | Philippe Goitschel |                    |                    |
| 1991                                     | La Norma        | Frank Bollon       | Pierre Ribot       | Nicolas Bollon     |
| Les données manquantes sont à compléter. |                 |                    |                    |                    |
| 1995                                     | Les Arcs        | Michael Orain      | Frank Bollon       | Pascal Raso        |
| 1996                                     |                 | Michael Orain      |                    |                    |
| 1997                                     | Les Arcs        | Philippe Billy     | Serge Perroud      | Pascal Budin       |
| 1998                                     |                 | Philippe Billy     |                    |                    |
| 1999                                     | Les Arcs        | Johan Rousseau     | Philippe Goitschel | Pascal Budin       |
| 2000                                     |                 | Serge Perroud      |                    |                    |
| 2001                                     | La Plagne       | Laurent Sistach    | Philippe Goitschel | Serge Perroud      |
| 2002                                     | Les Arcs        | Laurent Sistach    | Johan Rousseau     | Martin Lachaud     |
| 2003                                     |                 |                    |                    |                    |
| 2004                                     |                 | Johan Rousseau     |                    |                    |
| 2005                                     |                 | Johan Rousseau     |                    |                    |
| 2006                                     | Les Arcs        | Martin Lachaud     | Serge Perroud      | Laurent Durey      |
| 2007                                     | Les Arcs        | Bastien Montès     |                    | Martin Lachaud     |
| 2008                                     |                 |                    |                    |                    |
| 2009                                     |                 | Bastien Montès     |                    |                    |
| 2010                                     |                 |                    |                    |                    |
| 2011                                     | Verbier         | Bastien Montès     | Louis Billy        | Simon Billy        |
| 2012                                     | Vars            | Bastien Montès     | Simon Billy        |                    |
| 2013                                     | Vars            | Bastien Montès     | Simon Billy        | Louis Billy        |
| 2014                                     |                 | Jimmy Montès       |                    |                    |
| 2015                                     |                 |                    |                    |                    |
| 2016                                     | Vars            | Jimmy Montès       |                    |                    |
| 2017                                     | Grandvalira     | Bastien Montès     | Jimmy Montès       | Emmeric Mabbit     |
| 2018                                     | Grandvalira     | Simon Billy        | Bastien Montès     | Denis Sultan       |
| 2019                                     | Villard-de-Lans | Jimmy Montès       | Benjamin Bernardet | Mathieu Sage       |
| 2020                                     | non organisés   | non organisés      | non organisés      | non organisés      |
| 2021                                     | Gavarnie-Gèdre  | Bastien Montès     | Simon Billy        | Alexandre Hygonnet |
| 2022                                     | Vars            | Simon Billy        | Bastien Montès     | Ugo Portal         |
| 2023                                     | Gavarnie-Gèdre  | Bastien Montès     | Tom Martinez       | Ugo Portal         |

#### Femmes S1
| Année                                    | Station         | Or                  | Argent              | Bronze          |
| 1987                                     | Les Arcs        | Jacqueline Blanc    | Françoise Béguin    | Sylvie Loisel   |
| Les données manquantes sont à compléter. |                 |                     |                     |                 |
| 1995                                     |                 | Karine Dubouchet    |                     |                 |
| 1996                                     | Les Arcs        | Karine Dubouchet    |                     |                 |
| 1997                                     | Les Arcs        | Karine Dubouchet    |                     |                 |
| 1998                                     |                 | Karine Dubouchet    |                     |                 |
| 1999                                     | Les Arcs        | Karine Dubouchet    |                     |                 |
| 2000                                     |                 | Karine Dubouchet    |                     |                 |
| 2001                                     | La Plagne       | Karine Dubouchet    |                     |                 |
| Les données manquantes sont à compléter. |                 |                     |                     |                 |
| 2007                                     | Les Arcs        | Charlotte Bar       |                     |                 |
| 2008                                     |                 | Charlotte Bar       |                     |                 |
| Les données manquantes sont à compléter. |                 |                     |                     |                 |
| 2011                                     | Verbier         | Karine Dubouchet    | Jennifer Romano     |                 |
| 2012                                     | Vars            | Karine Dubouchet    | Jennifer Romano     |                 |
| 2013                                     | Vars            | Karine Dubouchet    | Jennifer Romano     |                 |
| Les données manquantes sont à compléter. |                 |                     |                     |                 |
| 2016                                     | Vars            | Célia Martinez      |                     |                 |
| 2017                                     | Grandvalira     | Célia Martinez      | Karine Dubouchet    |                 |
| 2018                                     | Grandvalira     | Célia Martinez      | Cléa Martinez       | Amandine Thomas |
| 2019                                     | Villard-de-Lans | Cléa Martinez       | Lisa Fournet-Fayard |                 |
| 2020                                     | non organisés   | non organisés       | non organisés       | non organisés   |
| 2021                                     | Gavarnie-Gèdre  | Lisa Fournet-Fayard | Célia Martinez      |                 |
| 2022                                     | Vars            | Lisa Fournet-Fayard | Cléa Martinez       |                 |
| 2023                                     | Gavarnie-Gèdre  | Cléa Martinez       | Célia Martinez      |                 |

### Catégorie S2/SDH/Prod

#### Hommes S2/SDH/Prod
| Année                                    | Station         | Or                      | Argent               | Bronze                |
| Les données manquantes sont à compléter. |                 |                         |                      |                       |
| 2002                                     | Les Arcs        | Stéphane Lacoste        | Thierry Benier Rolet | Dominick Jechoux      |
| 2006                                     | Les Arcs        | Stéphane Lacoste        | Olivier Joly         | Dominick Jechoux      |
| 2007                                     | Les Arcs        | Mathieu Sage            | Jimmy Montès         | Bruno Capela          |
| Les données manquantes sont à compléter. |                 |                         |                      |                       |
| 2011                                     | Verbier         | Mathieu Sage            | Jimmy Montès         | Pierre-André Delansay |
| 2012                                     | Vars            | Mathieu Sage            |                      |                       |
| 2013                                     | Vars            | Charles-Edouard Queyras | Mathieu Sage         |                       |
| Les données manquantes sont à compléter. |                 |                         |                      |                       |
| 2017                                     | Grandvalira     | Robin Portal            | Sébastien Toche      |                       |
| 2018                                     | Grandvalira     |                         |                      |                       |
| 2019                                     | Villard-de-Lans | Terence Gamblin         | Alexandre Hygonnet   | Ugo Portal            |
| 2020 - 2021                              | non organisés   | non organisés           | non organisés        | non organisés         |

#### Femmes S2/SDH/Prod
| Année                                    | Station         | Or              | Argent          | Bronze          |
| Les données manquantes sont à compléter. |                 |                 |                 |                 |
| 2002                                     | Les Arcs        | Clarisse Jasmin |                 |                 |
| 2006                                     | Les Arcs        | Anaïs Bruzaud   | Jennifer Romano | Clarisse Jasmin |
| 2007                                     | Les Arcs        | Jennifer Romano | Clarisse Jasmin | Célia Martinez  |
| Les données manquantes sont à compléter. |                 |                 |                 |                 |
| 2011                                     | non organisés   | non organisés   | non organisés   | non organisés   |
| 2012                                     | Vars            | Célia Martinez  |                 |                 |
| 2013                                     | Vars            | Célia Martinez  | Audrey Passet   |                 |
| Les données manquantes sont à compléter. |                 |                 |                 |                 |
| 2017                                     | Grandvalira     | Cléa Martinez   |                 |                 |
| 2018                                     | Grandvalira     | Amandine Thomas |                 |                 |
| 2019                                     | Villard-de-Lans | Anaïs Builes    | Amandine Thomas | Julie Hygonnet  |
| 2020 - 2021                              | non organisés   | non organisés   | non organisés   | non organisés   |

### Catégorie Juniors S2/SDH/Prod

#### Hommes Juniors S2/SDH/Prod
| Année                                    | Station         | Or                      | Argent                  | Bronze           |
| Les données manquantes sont à compléter. |                 |                         |                         |                  |
| 2006                                     | Les Arcs        | Axel Joiris             | Jimmy Montès            |                  |
| 2007                                     | Les Arcs        | Jimmy Montès            |                         |                  |
| Les données manquantes sont à compléter. |                 |                         |                         |                  |
| 2011                                     | Verbier         | Charles-Edouard Queyras | Robin Portal            | Emmeric Mabbit   |
| 2012                                     | Vars            | Emmeric Mabbit          | Charles-Edouard Queyras | Robin Portal     |
| 2013                                     | Vars            | Robin Portal            | Emmeric Mabbit          |                  |
| 2014                                     | Vars            | Emmeric Mabbit          |                         |                  |
| Les données manquantes sont à compléter. |                 |                         |                         |                  |
| 2017                                     | Grandvalira     | Ugo Portal              | Killian Thiercelin      | Yoan Echantillon |
| 2018                                     | Grandvalira     |                         | Alexandre Hygonnet      |                  |
| 2019                                     | Villard-de-Lans | Terence Gambin          | Alexandre Hygonnet      | Ugo Portal       |
| 2020                                     | non organisés   | non organisés           | non organisés           | non organisés    |
| 2021                                     | Gavarnie-Gèdre  | Johan Belmonte          | Lucas Fourquet          | Bastien Owczarek |
| 2022                                     | Vars            | Johan Belmonte          | Lucas Fourquet          | Matias Labit     |
| 2023                                     | Gavarnie-Gèdre  | Johan Belmonte          |                         |                  |

#### Femmes Juniors S2/SDH/Prod
| Année                                    | Station         | Or                | Argent              | Bronze          |
| Les données manquantes sont à compléter. |                 |                   |                     |                 |
| 2007                                     | Les Arcs        | Célia Martinez    |                     |                 |
| Les données manquantes sont à compléter. |                 |                   |                     |                 |
| 2011                                     | Verbier         | Cléa Martinez     | Lou Esteban Orain   | Célia Martinez  |
| 2012                                     | Vars            | Cléa Martinez     |                     |                 |
| 2013                                     | Vars            | Tiphaine Beaumont | Justine Theillet    | Morane Theillet |
| Les données manquantes sont à compléter. |                 |                   |                     |                 |
| 2017                                     | Grandvalira     | Ludivine Toche    | Lisa Fournet-Fayard | Anaïs Builes    |
| 2018                                     | Grandvalira     | Amandine Thomas   |                     |                 |
| 2019                                     | Villard-de-Lans | Anaïs Builes      | Amandine Thomas     | Julie Hygonnet  |
| 2020                                     | non organisés   | non organisés     | non organisés       | non organisés   |
| 2021                                     | Gavarnie-Gèdre  | Pauline Sabatut   | Cléo Loridon        | Maëlle Loridon  |
| 2022                                     | Vars            | Pauline Sabatut   | Maëlle Loridon      | Julie Hygonnet  |
| 2023                                     | Gavarnie-Gèdre  | Pauline Sabatut   | Mareva Cau-Lapique  | Maëlle Loridon  |

 -

### Juniors S1
Des titres ont aussi été décernés jusqu'au début des années 2010 dans la catégorie Juniors Speed One (avec des équipements spécifiques au ski de vitesse). 
En 1987, Laurent Sistach et  Sandrine Isnard ont été les premiers champion de France juniors à La Clusaz. 
Louis Billy a été ainsi champion de France Juniors S1 en 2010 et 2011.